# Mary-Lou Daniels
Mary-Lou Daniels (Whiting, 6 augustus 1961) is een voormalig tennisspeelster uit de Verenigde Staten van Amerika. Daniels speelt rechtshandig en heeft een enkelhandige backhand. Zij was actief in het proftennis van 1979 tot en met 1995. Tot haar huwelijk met Paul Daniels (17 oktober 1987) speelde zij onder haar eigen naam: Mary-Lou Piatek.

## Loopbaan

### Junioren
Piatek steeg tot de nummer één-positie van de juniorenwereldranglijst in 1979. In dat jaar bereikte zij drie grandslamfinales in het meisjesenkelspel: op Roland Garros, Wimbledon en het US Open. Daarvan won zij er één: de Wimbledon-titel – in de finale versloeg zij landgenote Alycia Moulton.

### Enkelspel
Piatek debuteerde in 1978 op het toernooi van Chicago – zij verloor haar openingspartij van de Nederlandse Betty Stöve. Een jaar later won zij in het Chicago Amphitheater haar eerste WTA-partij, van landgenote Sherry Acker. Op het US Open 1979 speelde zij voor het eerst op een grandslamtoernooi – zij kreeg een bye voor de eerste ronde en won vervolgens van de Zuid-Afrikaanse Ilana Kloss, waarmee zij al meteen de derde ronde bereikte.
Piatek stond in 1980 voor het eerst in een WTA-finale, op het toernooi van Richmond – zij verloor van de, toen nog, Tsjecho-Slowaakse Martina Navrátilová. In 1981 veroverde Piatek in Richmond haar eerste WTA-titel, door de Britse Sue Barker te verslaan. In totaal won zij twee WTA-titels, de andere in 1984 in Denver.
Haar beste resultaat op de grandslamtoernooien is het bereiken van de derde ronde. Haar hoogste notering op de WTA-ranglijst is de 17e plaats, die zij bereikte in december 1981.

### Dubbelspel
Piatek behaalde in het dubbelspel betere resultaten dan in het enkelspel. Zij debuteerde in 1979 op het toernooi van Chicago, samen met landgenote Carrie Meyer. Vier weken later, in het Moody Coliseum van Dallas won zij haar eerste WTA-partij, samen met landgenote Linda Siegel. Zij stond in 1980 voor het eerst in een WTA-finale, op het toernooi van Tucson, samen met landgenote Wendy White – zij verloren van het Amerikaanse koppel Leslie Allen en Barbara Potter.
In 1981 veroverde Piatek haar eerste WTA-titel op het toernooi van Deerfield Beach, samen met landgenote Wendy White, door het Amerikaanse koppel Pam Shriver en Paula Smith te verslaan. In de loop van de tachtiger jaren won zij titels met Robin White en Anne White. In totaal won zij acht WTA-titels, de laatste in 1990 in Oklahoma, terug samen met Wendy White. In 1991 bereikte Daniels nog de finale van het Tier I-toernooi van Hilton Head, samen met de Zuid-Afrikaanse Lise Gregory – deze verloren zij van Claudia Kohde-Kilsch en Natallja Zverava.
Haar beste resultaat op de grandslamtoernooien is het bereiken van de halve finale, op Roland Garros 1982, samen met landgenote Sharon Walsh. Haar hoogste notering op de WTA-ranglijst is de 24e plaats, die zij bereikte in september 1990.

#### Gemengd dubbelspel
Haar beste resultaat is het bereiken van de kwartfinale, op het US Open 1981, samen met de Australiër Ross Case.

## Palmares
| Legenda                |
| ---------------------- |
| Grandslamtoernooi      |
| Olympische Spelen      |
| Year-End Championships |
| Tier I                 |
| Tier II                |
| Tier III               |
| Tier IV & V            |

### WTA-finaleplaatsen enkelspel
| nr.              | finale     | toernooi     | ondergrond    | tegenstandster      | score         |
| ---------------- | ---------- | ------------ | ------------- | ------------------- | ------------- |
| gewonnen finales |            |              |               |                     |               |
| 1.               | 1981-08-16 | WTA Richmond | tapijt (i)    | Sue Barker          | 6-4, 6-1      |
| 2.               | 1984-01-22 | WTA Denver   | hardcourt (i) | Kim Sands           | 6-1, 6-1      |
| verloren finales |            |              |               |                     |               |
| 1.               | 1980-07-27 | WTA Richmond | tapijt (i)    | Martina Navrátilová | 3-6, 0-6      |
| 2.               | 1981-09-27 | WTA Atlanta  | tapijt (i)    | Tracy Austin        | 6-4, 3-6, 3-6 |

### WTA-finaleplaatsen vrouwendubbelspel
| nr.              | finale     | toernooi            | ondergrond    | partner          | tegenstandsters                       | score         |
| ---------------- | ---------- | ------------------- | ------------- | ---------------- | ------------------------------------- | ------------- |
| gewonnen finales |            |                     |               |                  |                                       |               |
| 1.               | 1981-10-18 | WTA Deerfield Beach | hardcourt     | Wendy White      | Pam Shriver Paula Smith               | 6-1, 3-6, 7-5 |
| 2.               | 1983-01-30 | WTA Marco Island    | gravel        | Andrea Jaeger    | Rosie Casals Wendy Turnbull           | 7-5, 6-4      |
| 3.               | 1985-01-20 | WTA Denver          | tapijt (i)    | Robin White      | Leslie Allen Sharon Walsh             | 1-6, 6-4, 7-5 |
| 4.               | 1985-03-03 | WTA Hershey         | tapijt (i)    | Robin White      | Lea Antonoplis Wendy White            | 6-4, 7-6      |
| 5.               | 1985-10-13 | WTA Indianapolis    | tapijt (i)    | Bonnie Gadusek   | Penny Barg Sandy Collins              | 6-1, 6-0      |
| 6.               | 1987-03-22 | WTA Dallas          | tapijt (i)    | Anne White       | Elise Burgin Robin White              | 7-5, 6-3      |
| 7.               | 1987-11-08 | WTA Little Rock     | hardcourt     | Robin White      | Lea Antonoplis Barbara Gerken         | 6-2, 6-4      |
| 8.               | 1990-02-25 | WTA Oklahoma        | hardcourt (i) | Wendy White      | Manon Bollegraf Lise Gregory          | 7-5, 7-2      |
| verloren finales |            |                     |               |                  |                                       |               |
| 1.               | 1980-12-21 | WTA Tucson          | tapijt (i)    | Wendy White      | Leslie Allen Barbara Potter           | 6-7, 0-6      |
| 2.               | 1981-02-22 | WTA Houston         | tapijt (i)    | Regina Maršíková | Sue Barker Ann Kiyomura               | 7-5, 4-6, 3-6 |
| 3.               | 1982-02-14 | WTA Kansas City     | tapijt (i)    | Anne Smith       | Barbara Potter Sharon Walsh           | 6-4, 2-6, 2-6 |
| 4.               | 1982-10-17 | WTA Tampa           | hardcourt     | Wendy White      | Ann Kiyomura Paula Smith              | 2-6, 4-6      |
| 5.               | 1983-11-13 | WTA Deerfield Beach | hardcourt     | Pam Casale       | Bonnie Gadusek Wendy White            | 1-6, 6-3, 3-6 |
| 6.               | 1984-01-08 | WTA Nashville       | hardcourt (i) | Paula Smith      | Sherry Acker Candy Reynolds           | 7-5, 6-7, 6-7 |
| 7.               | 1984-04-02 | WTA Boston          | tapijt (i)    | Andrea Leand     | Barbara Potter Sharon Walsh           | 6-7, 0-6      |
| 8.               | 1984-10-14 | WTA Tampa           | hardcourt     | Wendy White      | Carling Bassett Elizabeth Sayers      | 4-6, 3-6      |
| 9.               | 1985-09-29 | WTA New Orleans     | tapijt (i)    | Anne White       | Chris Evert Wendy Turnbull            | 1-6, 2-6      |
| 10.              | 1987-03-15 | WTA Phoenix         | hardcourt     | Anne White       | Penny Barg Beth Herr                  | 6-2, 2-6, 6-7 |
| 11.              | 1989-04-09 | WTA Hilton Head     | gravel        | Wendy White      | Hana Mandlíková Martina Navrátilová   | 4-6, 1-6      |
| 12.              | 1990-02-11 | WTA Wichita         | tapijt (i)    | Wendy White      | Manon Bollegraf Meredith McGrath      | 0-6, 2-6      |
| 13.              | 1991-04-07 | WTA Hilton Head     | gravel        | Lise Gregory     | Claudia Kohde-Kilsch Natallja Zverava | 4-6, 0-6      |
| 14.              | 1992-11-14 | WTA Indianapolis    | hardcourt (i) | Sandy Collins    | Katrina Adams Elna Reinach            | 7-5, 2-6, 4-6 |

## Resultaten grandslamtoernooien
| Legenda | Legenda                          |
| ------- | -------------------------------- |
| g.t.    | geen toernooi gehouden           |
| l.c.    | lagere categorie                 |
| –       | niet deelgenomen                 |
| G       | uitgeschakeld in de groepsfase   |
| 1R      | uitgeschakeld in de eerste ronde |
| 2R      | uitgeschakeld in de tweede ronde |
| 3R      | uitgeschakeld in de derde ronde  |
| 4R      | uitgeschakeld in de vierde ronde |
| KF      | uitgeschakeld in de kwartfinale  |
| HF      | uitgeschakeld in de halve finale |
| F       | de finale verloren               |
| W       | het toernooi gewonnen            |
| w-v     | winst/verlies-balans             |

### Enkelspel
| toernooi        | 1979 | 1980 | 1981 | 1982 | 1983 | 1984 | 1985 | 1986 | 1987 | 1988 | 1989 | 1990 |    | 1992 | w-v |
| --------------- | ---- | ---- | ---- | ---- | ---- | ---- | ---- | ---- | ---- | ---- | ---- | ---- | -- | ---- | --- |
| Australian Open | –    | –    | 1R   | –    | –    | 2R   | –    | g.t. | –    | –    | –    | –    | 1R | 1-3  |     |
| Roland Garros   | –    | –    | 3R   | 2R   | 1R   | –    | –    | –    | –    | –    | –    | –    | –  | 3-3  |     |
| Wimbledon       | –    | 1R   | 3R   | 2R   | 1R   | 2R   | 1R   | 2R   | 1R   | 1R   | 1R   | 1R   | 1R | 5-12 |     |
| US Open         | 3R   | 2R   | 1R   | 1R   | 2R   | 1R   | 2R   | 1R   | 1R   | 1R   | 1R   | 1R   | 1R | 5-13 |     |

### Vrouwendubbelspel
| toernooi        | 1979 | 1980 | 1981 | 1982 | 1983 | 1984 | 1985 | 1986 | 1987 | 1988 | 1989 | 1990 | 1991 | 1992 | 1993 | w-v   |
| --------------- | ---- | ---- | ---- | ---- | ---- | ---- | ---- | ---- | ---- | ---- | ---- | ---- | ---- | ---- | ---- | ----- |
| Australian Open | –    | –    | 1R   | –    | –    | KF   | –    | g.t. | –    | –    | –    | –    | –    | 3R   | –    | 4-2   |
| Roland Garros   | –    | –    | 2R   | HF   | 1R   | –    | –    | –    | –    | –    | –    | –    | –    | –    | –    | 4-2   |
| Wimbledon       | –    | 1R   | 3R   | 3R   | KF   | 2R   | 2R   | 1R   | 2R   | 1R   | 1R   | 3R   | –    | 1R   | –    | 10-10 |
| US Open         | 3R   | 2R   | 3R   | 2R   | 2R   | 2R   | 2R   | 2R   | 3R   | 1R   | 1R   | 3R   | 3R   | 2R   | 2R   | 13-12 |

### Gemengd dubbelspel
| Australian Open | –  | –  | –  | –  | –  | –  | g.t. | –  | –  | –  | –  | 1R | 0-1  |
| Roland Garros   | –  | –  | 1R | 2R | –  | –  | –    | –  | –  | –  | –  | –  | 1-2  |
| Wimbledon       | –  | –  | –  | 2R | 1R | –  | 2R   | 1R | 1R | –  | –  | –  | 2-5  |
| US Open         | 1R | KF | 1R | 1R | 3R | 2R | 1R   | 1R | 1R | 1R | 1R | –  | 4-11 |